# Parma Calcio 1913
Parma Calcio 1913 (tên cũ Parma F.C.), thường được gọi với tên Parma, là một câu lạc bộ bóng đá chuyên nghiệp của Ý tọa lạc ở thành phố Parma, vùng Emilia-Romagna. Câu lạc bộ được thành lập vào tháng 12 năm 1913, sân nhà là sân vận động Ennio Tardini có sức chứa 27.906 chỗ ngồi, được đưa vào sử dụng từ năm 1923.
Mặc dù chưa từng vô địch Serie A lần nào nhưng Parma đã giành 3 Coppa Italia, 1 Siêu cúp nước Ý, 2 cúp UEFA, 1 Siêu cúp châu Âu và 1 Cúp C2. Cả tám danh hiệu trên đều được thu thập trong khoảng thời gian từ 1992 đến 2002, giai đoạn mà Parma được xếp vào một trong 7 chị em của Serie A (nhóm 7 câu lạc bộ tại Serie A cùng cạnh tranh quyết liệt Scudetto trong giai đoạn mà Serie A vẫn đang là giải đấu số 1 thế giới ), và dành vị trí cao nhất ở Serie A trong lịch sử câu lạc bộ khi về nhì ở mùa giải 1996-1997. Xét những danh hiệu ở đấu trường châu Âu, Parma là câu lạc bộ giàu thành tích thứ 4 nước Ý, sau 3 ông lớn AC Milan, Juventus và Inter Milan.
Năm 2015, do những khó khăn tài chính, CLB đã chính thức phá sản và xuống chơi ở Serie D. Từ mùa 2018-2019, họ quay trở lại Serie A. Mùa giải 2020–21, đội thi đấu bết bát, xếp thứ 20 chung cuộc và phải xuống chơi tại Serie B một lần nữa.

## Danh hiệu

### Trong nước
- Coppa Italia
  - Vô địch: 1991–92, 1998–99, 2001–02
- SuperCoppa Italiana
  - Vô địch: 1999
- Serie C
  - Vô địch: 1953–54,  1972–73,[3] 1983–84,[4] 1985–86
- Serie D
  - Vô địch: 1969–70,  2015–16 [5]

### Châu Âu
- UEFA Cup
  - Vô địch: 1994–95, 1998–99
- European Cup Winners' Cup
  - Vô địch: 1992–93
- European Super Cup
  - Vô địch: 1993

## Cầu thủ

### Đội hình hiện tại
Tính đến ngày 7/9/2024.
Ghi chú: Quốc kỳ chỉ đội tuyển quốc gia được xác định rõ trong điều lệ tư cách FIFA. Các cầu thủ có thể giữ hơn một quốc tịch ngoài FIFA.
| Số | VT | Quốc gia       | Cầu thủ                      |
| -- | -- | -------------- | ---------------------------- |
| 1  | TM | Argentina      | Leandro Chichizola           |
| 3  | HV | Venezuela      | Yordan Osorio                |
| 4  | HV | Hungary        | Botond Balogh                |
| 5  | HV | Argentina      | Lautaro Valenti              |
| 7  | TĐ | Ba Lan         | Adrian Benedyczak            |
| 8  | TV | Argentina      | Nahuel Estévez               |
| 9  | TĐ | Cộng hòa Congo | Gabriel Charpentier          |
| 10 | TV | Tây Ban Nha    | Adrián Bernabé               |
| 11 | TĐ | Thụy Điển      | Pontus Almqvist              |
| 13 | TĐ | Pháp           | Ange-Yoan Bonny              |
| 14 | HV | Ý              | Emanuele Valeri              |
| 15 | HV | Ý              | Enrico Delprato (đội trưởng) |
| 16 | TV | Bỉ             | Mandela Keita                |
| 19 | TV | Thụy Sĩ        | Simon Sohm (đội phó)         |
| 20 | TV | Pháp           | Antoine Hainaut              |

| Số | VT | Quốc gia    | Cầu thủ                            |
| -- | -- | ----------- | ---------------------------------- |
| 22 | TĐ | Ý           | Matteo Cancellieri (mượn từ Lazio) |
| 23 | TV | Bờ Biển Ngà | Drissa Camara                      |
| 25 | TV | Pháp        | Wylan Cyprien                      |
| 26 | HV | Pháp        | Woyo Coulibaly                     |
| 27 | TV | Brasil      | Hernani                            |
| 28 | TĐ | România     | Valentin Mihăilă                   |
| 31 | TM | Nhật Bản    | Zion Suzuki                        |
| 39 | HV | Úc          | Alessandro Circati                 |
| 40 | TM | Ý           | Edoardo Corvi                      |
| 46 | HV | Ý           | Giovanni Leoni                     |
| 61 | TĐ | Tunisia     | Anas Haj Mohamed                   |
| 62 | TĐ | Ba Lan      | Mateusz Kowalski                   |
| 77 | HV | Ý           | Gianluca Di Chiara                 |
| 98 | TĐ | România     | Dennis Man                         |

### Các cầu thủ khác trong hợp đồng
Tính đến ngày 3/9/2024
Ghi chú: Quốc kỳ chỉ đội tuyển quốc gia được xác định rõ trong điều lệ tư cách FIFA. Các cầu thủ có thể giữ hơn một quốc tịch ngoài FIFA.
| Số | VT | Quốc gia | Cầu thủ          |
| -- | -- | -------- | ---------------- |
| —  | TĐ | Ý        | Daniele Iacoponi |

### Cho mượn
Tính đến ngày 7/9/2024
Ghi chú: Quốc kỳ chỉ đội tuyển quốc gia được xác định rõ trong điều lệ tư cách FIFA. Các cầu thủ có thể giữ hơn một quốc tịch ngoài FIFA.
| Số | VT | Quốc gia  | Cầu thủ                                         |
| -- | -- | --------- | ----------------------------------------------- |
| —  | TM | Ý         | Filippo Rinaldi (tại Feralpisalò đến 30/6/2025) |
| —  | HV | Thụy Điển | Peter Amoran (tại Perugia đến 30/6/2025)        |
| —  | TV | Ý         | Rachid Kouda (tại Spezia đến 30/6/2025)         |
| —  | TĐ | Slovenia  | Tjaš Begić (tại Frosinone đến 30/6/2025)        |

| Số | VT | Quốc gia | Cầu thủ                                                |
| -- | -- | -------- | ------------------------------------------------------ |
| —  | TĐ | Pháp     | Antoine Joujou (tại Le Havre đến 30/6/2025)            |
| —  | TĐ | Ba Lan   | Daniel Mikolajewski (tại Zagłębie Lubin đến 30/6/2025) |
| —  | TĐ | Ý        | Anthony Partipilo (tại Frosinone đến 30/6/2025)        |
| —  | TĐ | Latvia   | Dario Šits (tại Helmond Sport đến 30/6/2025)           |

### Số áo được treo
6 – Câu lạc bộ đã thông báo về việc treo số áo mà đội trưởng câu lạc bộ Alessandro Lucarelli mặc sau thông báo giải nghệ của anh. Lucarelli nắm giữ kỷ lục về số lần ra sân cho câu lạc bộ và đã gắn bó với câu lạc bộ từ khi xuống hạng khỏi Serie A năm 2015 xuống Serie D sau khi phá sản và trong suốt ba lần thăng hạng liên tiếp trở lại Serie A từ năm 2015 đến năm 2018.
12 – Từ mùa giải 2002–03 cho đến nay (ngoại trừ mùa giải 2015–16 tại Serie D, nơi mà các quy định của giải đấu yêu cầu số áo phải được chỉ định cho một cầu thủ dự bị), Curva Nord (khán đài phía Bắc) của sân vận động Ennio Tardini, như một dấu hiệu công nhận đối với những người hâm mộ ngồi ở Curva Nord, được coi là người đàn ông thứ 12 trên sân.